# 董万德
董万德（1943年3月—2022年9月5日），男，汉族，辽宁海城人，中华人民共和国政治人物，曾任沈阳市政协主席，辽宁省总工会主席，辽宁省政协副主席，第九届全国人大代表，第九届全国政协委员。

## 生平
1974年加入中国共产党，长期在沈阳冶炼厂工作，曾任厂党委副书记、书记，中国有色金属工业总公司沈阳公司经理、党委书记。1986年后，历任中共沈阳市委副书记、市政协主席，中共辽宁省委政法委书记等职。1997年在辽宁省总工会第七届委员会第四次全委会议上当选为主席。2001年2月22日在政协辽宁省第八届委员会第四次会议上当选为副主席。2009年7月退休。2022年9月5日在沈阳逝世。